# 楓葉
楓葉是楓樹的樹葉，亦為加拿大的重要標誌。早在18世纪初，枫叶就被圣劳伦斯河畔的法籍加拿大人作为象征。当时的新法蘭西拥有人口18,000人。

## 加拿大楓葉硬幣
在每一年，加拿大皇家鑄幣廠（Royal Canadian Mint），都會發售不同的銀幣和金幣等等，供收藏和投資等用途；另外也有加拿大銀條和加拿大金條。

## 其他
義大利坎波巴索被稱為「加拿大鎮」和「楓葉鎮」，因為二戰中加拿大軍隊曾經占領此地，並與德軍激戰。此外該城鎮街頭亦能見到楓葉。
美國華盛頓州奇黑利斯被稱為「楓葉城」。
在愛沙尼亞和立陶宛，一些缺乏經驗的司機使用綠色楓葉標示自己。

## 圖片

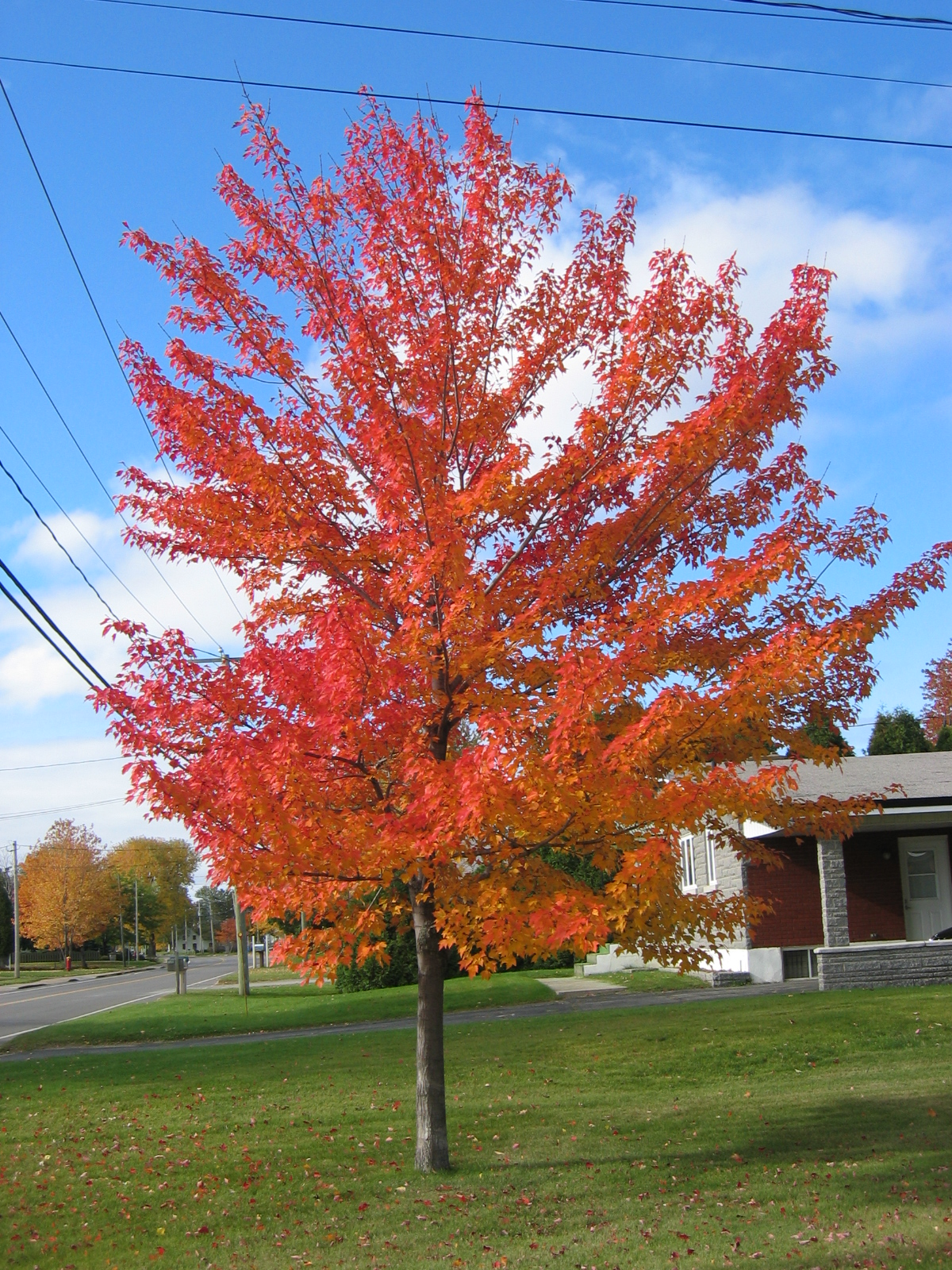
路邊的加拿大楓樹
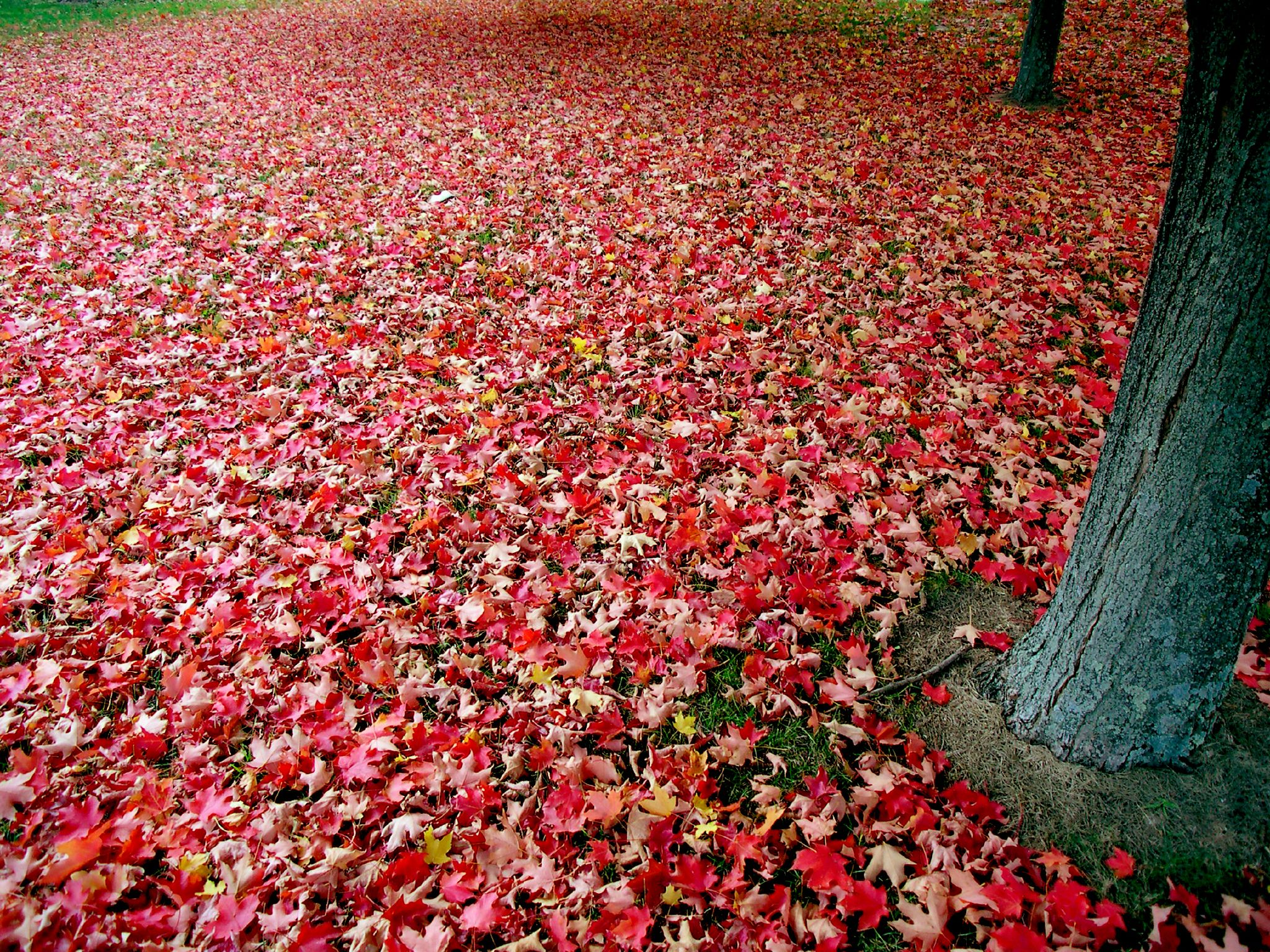
遍地楓葉
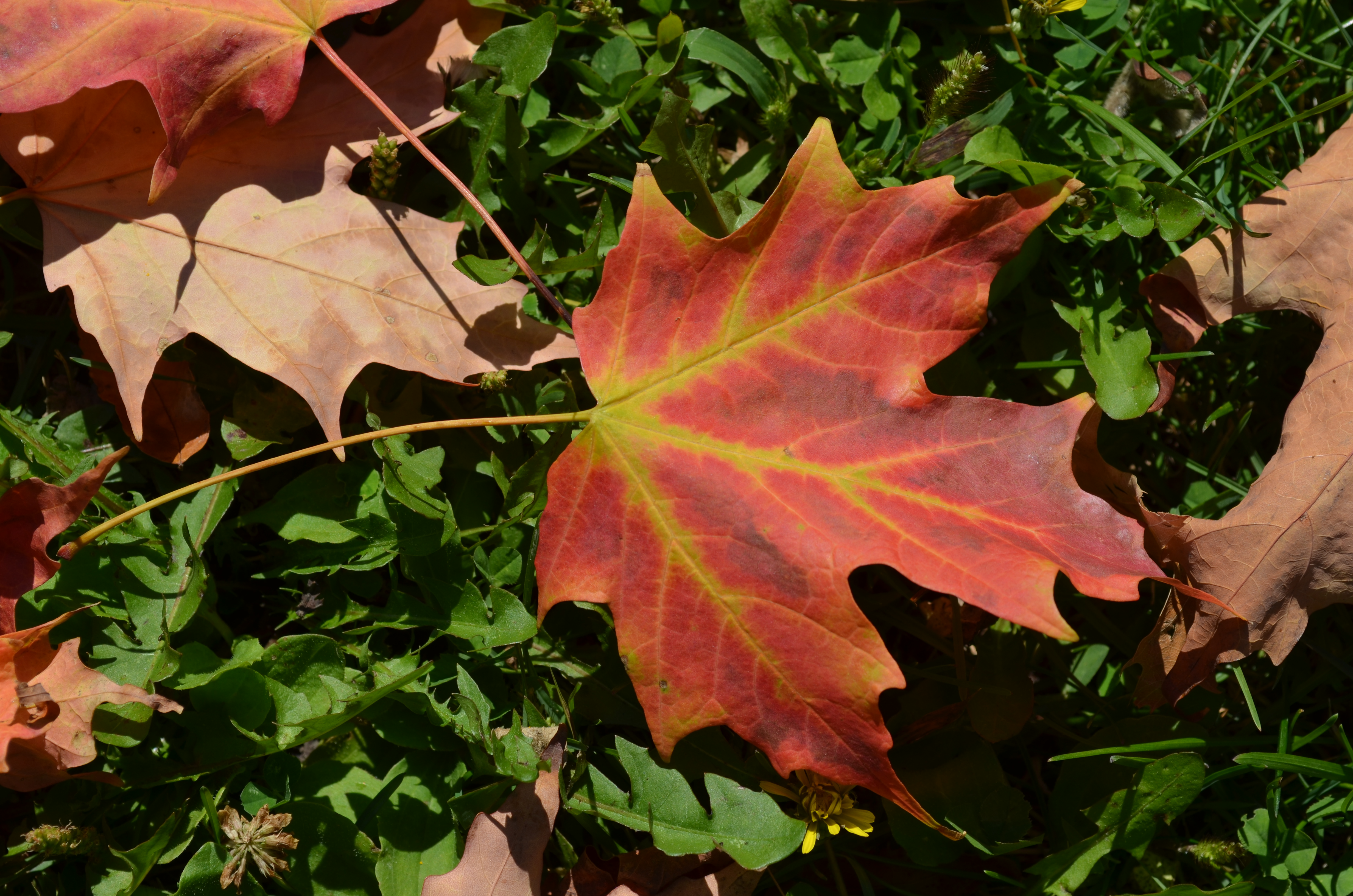
秋季時一塊楓葉
加拿大國旗，長闊比：1:2